# Euphaedra janettina
Euphaedra janettina är en fjärilsart som beskrevs av M.Gaede 19016. Euphaedra janettina ingår i släktet Euphaedra och familjen praktfjärilar. Inga underarter finns listade i Catalogue of Life.